# ホルヘ・ルイス・ピント
ホルヘ・ルイス・ピント（Jorge Luis Pinto Afanador, 1952年12月16日 - ）は、コロンビア・サンタンデール県出身の元サッカー選手、サッカー指導者。

## 経歴
2014年にブラジルで行われた2014 FIFAワールドカップで、サッカーコスタリカ代表を率いてベスト8まで導き、旋風を巻き起こしたことでも知られている監督。ワールドカップ後に退任し、同年ホンジュラス代表の監督に就任した。
同時にU-23ホンジュラス代表監督も務め、2016年のリオオリンピックではベスト4に導いた。
2017年、2018 FIFAワールドカップ大陸間プレーオフでオーストラリア代表に敗れたことで退任した。

## タイトル

### 指導者時代
アリアンサ・リマ
- ペルー・プリメーラ・ディビシオン：1回（1997）

LDアラフエレンセ
- リーガFPD：1回（2002-03）

ククタ・デポルティーボFC
- カテゴリア・プリメーラA：1回（2006）

デポルティーボ・タチラFC
- ベネズエラ・プリメーラ・ディビシオン：1回（2010-11）

コスタリカ代表
- コパ・セントロアメリカーナ：2回（2005、2013）

ホンジュラス代表
- コパ・セントロアメリカーナ：1回（2017）

個人
- CONCACAF年間最優秀監督：1回（2014）
- コロンビア年間最優秀監督：1回（2014）